# Siriu
Siriu est une commune du județ de Buzău en Roumanie.
Sa population était de 3 211 habitants en 2011.